# Schwarzwälder Freilichtmuseum Vogtsbauernhof
Lo Schwarzwälder Freilichtmuseum Vogtsbauernhof ("Museo all'aperto della Foresta Nera 'Vogtsbauernhof' ") è un museo all'aperto  del comune tedesco di Gutach (Schwarzwaldbahn), nel Baden-Württemberg (Germania sud-occidentale), inaugurato nel 1963 e che ospita alcuni edifici del XVI-XVIII tipici della zona della Foresta Nera. Il nome del museo richiama quello di uno degli edifici presenti, il Vogtsbauernhof, risalente al 1570 o 1612. Il museo attira circa 300.000 visitatori l'anno.

## Descrizione
Il museo si estende in un'area di circa 5 ettari. Si possono visitare, tra l'altro, un magazzino, un mulino per l'olio, ecc. Una trentina di persone in costume tipico illustrano poi le tradizioni e i mestieri della zona.

## Edifici presenti nel museo
| Nome             | Provenienza  | Anno di costruzione |
| ---------------- | ------------ | ------------------- |
| Hippenseppenhof  | Furtwangen   | 1599                |
| Lorenzenhof      | Oberwolfach  | 1608                |
| Schauinslandhaus | Schauinsland | 1730                |
| Falkenhof        | Dreisamtal   | 1737                |
| Hotzenwaldhaus   | Hotzenwald   | 1756                |
| Vogtsbauernhof   |              | 1612                |